# Formació de compromís
La formació de compromís, a vegades denominada formació transaccional, és un concepte de la psicoanàlisi per a designar les produccions de l'inconscient destinades a fer que els continguts reprimits (per exemple, representacions i desigs pertorbadors) siguen admesos en la consciència. És una formació que deforma aquests continguts, els disfressa per burlar-ne la barrera de la defensa, i els transforma en una cosa que és el millor compromís possible entre la satisfacció del desig inconscient i les exigències defensives.

Els símptomes neuròtics, però també altres manifestacions no patològiques com els somnis o els actes fallits són exemples de formacions de compromís. En general es tracta de qualsevol manifestació resultat d'una transacció i que constituïsca una manera de retorn d'allò reprimit.
El concepte l'introduí Sigmund Freud el 1896 en el context de la seua anàlisi de les psiconeurosis de defensa, en particular, del mecanisme de la neurosi obsessiva. En referir-se al retorn d'allò reprimit, assenyala que
«[…]els records reanimats i els retrets formats des d'aquests mai no entren inalterats en la consciència; el que devé conscient com a representació i afecte obsessius, substituint el record patogen en el viure conscient, són unes formacions de compromís entre les representacions reprimides i les repressores.»

## Compromís i formació de símptomes
Aquesta idea del símptoma com a resultat d'un conflicte és mantinguda per Freud en tota la seua obra. En les Conferències d'introducció a la psicoanàlisi publicades el 1916 i 1917 (és a dir, després de L'inconscient i altres Treballs sobre metapsicologia) afig una explicació per a la resistència del símptoma, i assenyala que aquesta es deu al fet que el símptoma és un producte en què s'uneixen forces molt contràries en conflicte, i es «reconcilien» en un compromís. Així el símptoma seria sostingut des d'ambdues parts, almenys mentre els convé a ambdues, i per això tindria aquesta força perseverant tan poderosa.